# Geetanjali Shree

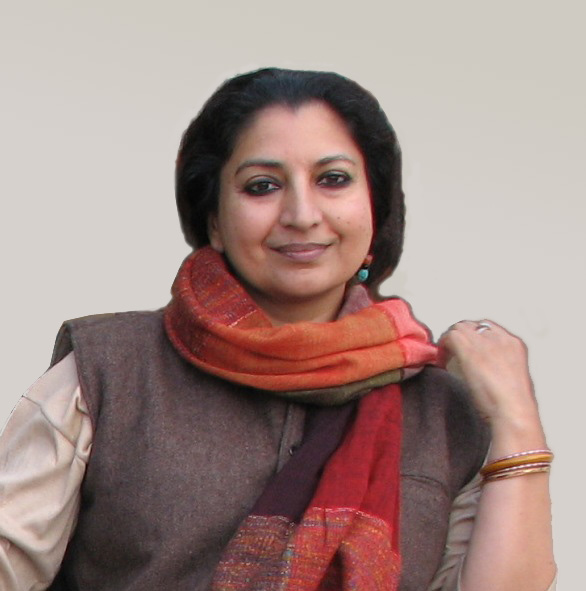
Geetanjali Shree (2010)

Geetanjali Shree (eigentlich Geetanjali Pandey; * 12. Juni 1957 in Mainpuri, Uttar Pradesh, Indien) ist eine indische Schriftstellerin; sie lebt und arbeitet in Neu-Delhi.

## Leben
Geetanjali Shree wuchs als Tochter eines Beamten des Indian Administrative Service an dessen wechselnden Dienstsitzen in Nordindien auf. Mit Hindi als Muttersprache und einer englischsprachigen Schul- und Hochschulbildung ist sie in beiden Sprachen zu Hause. Sie studierte neuere indische Geschichte und begann zunächst eine akademische Karriere als Historikerin und Sozialwissenschaftlerin. Auf Englisch veröffentlichte sie vier wissenschaftliche Arbeiten über die Rolle von Intellektuellen und Literaten im Kontext der indischen Unabhängigkeitsbewegung des 20. Jahrhunderts. Diese Studien erschienen unter ihrem eigentlichen Namen Geetanjali Pandey.
Zunehmend wandte sich ihr Interesse dann der erzählenden und dramatischen Literatur zu und sie begann eine zweite Karriere als Schriftstellerin. Der Autorenname Geetanjali Shree, den sie für ihre auf Hindi verfassten literarischen Texte verwendet, ist eine Kombination aus ihrem eigenen Vornamen und dem Vornamen ihrer Mutter. Zwischen 1991 und 2018 erschienen fünf Romane und vier Bände mit Erzählungen. Seit 1993 arbeitet sie mit dem Vivadi Theatre in Delhi zusammen, für das sie bisher vier Bühnenadaptationen von Texten anderer Autoren verfasst hat.
Außerhalb der Hindi-sprachigen Literaturszene Indiens wurde sie vor allem durch die 2000 erschienene englische Übersetzung ihres Erstlingsromans „Mai“ (1993) bekannt, in dem sie drei Generationen einer Familie porträtiert und die sich wandelnden gesellschaftlichen Rollenmuster beleuchtet. Im Zentrum des Romans steht Mai, die Mutter der Ich-Erzählerin, eine nur auf den ersten Blick schwache und unterdrückte Frau. Es folgten Übersetzungen von „Mai“ in weitere Sprachen. Eine deutsche Ausgabe dieses Romans und ein Auswahlband mit Erzählungen erschienen beim Draupadi Verlag, Heidelberg.
Da das Englische als Literatursprache in Indien einen hohen Stellenwert genießt, wurde Geetanjali Shree oft gefragt, warum sie ihre Romane und Kurzgeschichten auf Hindi verfasst. Darauf antwortete sie mit dem Vortrag “My Language: Why and How Hindi?”.
Eine Zusammenfassung erschien in deutscher Übersetzung unter dem Titel „Warum ich mich für Hindi entschied“ in SÜDASIEN 3/2021.

## Auszeichnungen und Ehrungen
- 2022: International Booker Prize für Tomb of Sand[3][4] (OT: Ret Samadhi)
- 2022: BBC 100 Women[5]
- 2025: ausgewählt für das Berliner Künstlerprogramm des Deutschen Akademischen Austauschdienstes https://www.berliner-kuenstlerprogramm.de/de/artist/geetanjali-pandey/

## Literarische Werke (Auswahl)
- 1991 Anugoonj (Erzählungen)
- 1993 Mai (Roman); Umrao (Bühnenadaptation des Romans „Umrao Jan Ada“ von Mirza Muhammad Hadi Ruswa)
- 1998 Hamara Shahar us Baras (Roman)
- 1999 Vairagya (Kurzgeschichten)
- 2001 Tirohit (Roman)
- 2006 Khali Jagah (Roman)
- 2008 March, Ma aur Sakura (Kurzgeschichten)
- 2010 Pratinidhi Kahaniyan (ausgewählte Erzählungen)
- 2018 Ret Samadhi (Roman)

## In deutscher Übersetzung
- 1990 Opferblätter. Kurzgeschichte. Übersetzt von Hannelore Lötzke, in: Erkundungen. 23 Erzählungen aus Indien, Verlag Volk und Welt, Berlin
- 2006 Finis. Kurzgeschichte. Übersetzt von Rainer Kimmig, in: Die Schlaflosigkeit Delhis und andere Wirklichkeiten. Wortreisen durch einen Kontinent, Bremerhaven 2006 (= „die horen“, Ausgabe 223)
- 2010 Mai. Roman. Übersetzt von Reinhold Schein, Draupadi Verlag, Heidelberg
- 2010 Weißer Hibiskus. Erzählungen. Übersetzt von Anna Petersdorf, Draupadi Verlag, Heidelberg
- 2011 Namen. Kurzgeschichte. Übersetzt von Friederike Grenner; In diesen Tagen. Kurzgeschichte. Übersetzt von Jürgen Neuß. Beide in: Chili, Chai, Chapati. Geschichten aus Indien, Kitab Verlag, Klagenfurt - Wien
- 2013 Unsere Stadt in jenem Jahr. Roman. Übersetzt von André Penz, Draupadi Verlag, Heidelberg
- 2018 Im leeren Raum. Roman. Übersetzt von Georg Lechner und Nivedita Menon, Lotos Werkstatt, Berlin

## In englischer Übersetzung
- Tomb of Sand, übersetzt von Daisy Rockwell. Tilted Axis Press, London 2021, ISBN 978-1-911284-61-1

## Wissenschaftliche Arbeiten
- Premchand on Industrialism: A Study in Attitudinal Ambivalence, Indian Economic & Social History Review, Vol. 19, No. 2, 201-212 (1982)
- Premchand and the Peasantry: Constrained Radicalism, Economic and Political Weekly, Vol. 18, No. 26 (Jun. 25, 1983), pp. 1149–1155  1983
- The North Indian Intelligentsia and the Hindu-Muslim Question, Economic and Political Weekly, Vol. 19, No. 38 (Sep. 22, 1984), pp. 1664–1670 1989
- Between Two Worlds: An Intellectual Biography of Premchand, New Delhi : Manohar, 1989